# 中国のスーパーコンピュータ

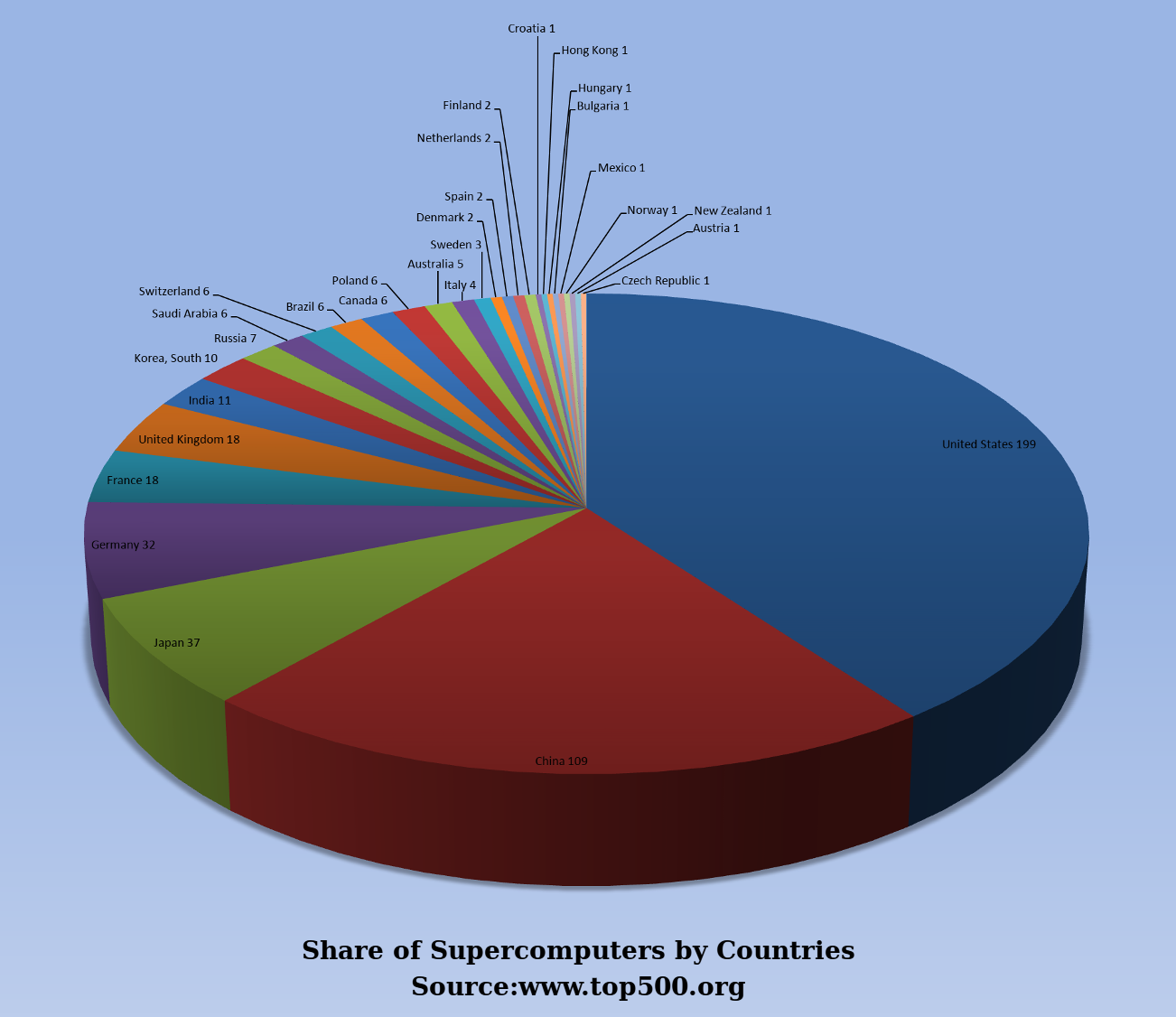
2015年11月時点での国別のスーパーコンピュータの保有割合

中国は世界最速記録を保持するスーパーコンピュータセンターを運営する。
センターの起源は1989年に中華人民共和国国家発展改革委員会の中華人民共和国科学技術部と世界銀行が共同で中国でコンピュータネットワークとスーパーコンピュータの施設を構築する計画を立ち上げた事に遡る。さらにネットワーク施設のために計画は3箇所のスーパーコンピュータセンターを含んだ。 少子高齢化や多民族問題を抱えた中国首脳部はサイバー技術を制した者が世界を制する、と考えておりスーパーコンピュータやロボット技術へ深く関与しようとしている。

## 黎明期
| 国             | 最高速度 (Tflops) | TOP500内の コンピュータの 台数 |
| -------------- | ----------------- | ------------------------------ |
| 中国           | 93014.6           | 167                            |
| フランス       | 5283.1            | 18                             |
| ドイツ         | 5640.2            | 26                             |
| インド         | 901.5             | 9                              |
| 日本           | 10510.0           | 29                             |
| ロシア         | 2102.0            | 7                              |
| 韓国           | 2395.7            | 7                              |
| イギリス       | 3944.7            | 12                             |
| アメリカ合衆国 | 17590.0           | 165                            |

1983年に中国は初のスーパーコンピュータ「銀河一号」を発表した。21世紀初頭の中国のスーパーコンピュータの普及は劇的で2003年6月には51位で同年11月には14位で2004年6月には10位で2005年には5位になった。 2010年代の半ばには一時的に2位になり、2010年末には一時的に1位になった。
現時点で中国のスーパーコンピュータは天河一号でインテルとNvidiaのチップを使用するように"オフザシェルフ"プロセッサを使用してオープンソースソフトウェアのLinuxを使用する。しかしながら、将来の技術支配を回避するためにMIPS 型プロセッサの龍芯のような独自のプロセッサの開発を進める。
テクノロジー・レビューによると龍芯プロセッサは2012年に曙光 スーパーコンピュータで純中国製のPFLOPSに到達するスーパーコンピュータを製造する予定であるとされる。2016年には純中国製のCPUを採用した神威太湖之光が世界1位となった。
2016年時点でスーパーコンピュータのベンダーのトップ5には中国のレノボと曙光がランクインしている。2018年6月にはレノボはシェア世界1位のベンダーとなった。

## スーパーコンピュータセンター

### 天津
国家超級計算天津中心は主要なセンターの一つである。天河一号スーパーコンピュータを擁し、2010年10月には2.507 PFLOPSに達して世界最速記録を樹立した。天津コンピュータ研究所の活動は1984年の16ビットのTQ-0671 マイクロコンピュータシステムの開発にまで遡る。センターの商業的な開発は2008年に通常のデスクトップコンピュータのおよそ2倍の大きさだが40倍の速度のPHPC100 パーソナル スーパーコンピュータである。2010年に第二世代機が発売された。

### 北京
中国科学院 (SCCAS) のスーパーコンピュータセンターは国立センターへ学術的な支援を提供する。

### 深圳
国家超級計算深圳中心は中国で2番目で世界で3番目に高速のスーパーコンピュータを擁する。 2010年5月に深圳の銀河コンピュータはテネシー州のオークリッジ国立研究所のクレイ・コンピュータに次いでTOP500スーパーコンピュータリストで2位になった。

### 上海
上海超級計算中心は230TFLOPSのMagic Cubeスーパーコンピュータを運用する。

### 済南
国家超級計算済南中心は795TFLOPSのSunway BlueLight MPPスーパーコンピュータを運用する。

### 湖南
国家超級計算湖南中心は1342TFLOPSのTianhe-1A Hunan ソリューション - NUDT YH MPPスーパーコンピュータを運用する。

### 広州
国家超級計算広州中心では33,000TFLOPSの(2013年11月13日現在)世界最速のスーパーコンピュータである天河2号 (MilkyWay-2)を運用する。同様に211TFLOPSの天河-1A Guangzhou Solution - NUDT YH MPPスーパーコンピュータを運用する。

### 長沙市
2010年11月28日に長沙市に新たな主要な国立スーパーコンピュータセンターの支所(国家超级计算中心 Guójiā Chāojíjìsuàn Zhōngxīn)の予算が組まれた。